# Neoclytus bahamicus
Neoclytus bahamicus är en skalbaggsart som beskrevs av Mont A. Cazier och Lacey 1952. Neoclytus bahamicus ingår i släktet Neoclytus och familjen långhorningar.
Artens utbredningsområde är Bahamas. Inga underarter finns listade i Catalogue of Life.